# Jolobkî, Șumsk
Jolobkî (în ucraineană Жолобки) este o comună în raionul Șumsk, regiunea Ternopil, Ucraina, formată numai din satul de reședință.

## Demografie
Componența lingvistică a comunei Jolobkî
     Ucraineană (100%)
Conform recensământului din 2001, toată populația comunei Jolobkî era vorbitoare de ucraineană (100%).